# Сульде
Су́льде (монг. сүлд — «дух», «життєва сила», «знамено») — в міфологічних уявленнях монгольських народів одна з душ людини, з якою пов'язана його життєва і духовна сила.

## Міфологія
Вважалося, що сульде правителя є духом-охоронцем народу і втілюється в знамені (монг. туг). Тому саме знамено (прапор) правителя ставав об'єктом культу, а слова сүлд і туг — синонімами. У воєнний час для підняття духу армії знаменам-сульде приносилися криваві жертви, іноді людські.
Особливе місце займав культ військового духу-сульде Чингісхана, який був складовою частиною культу самого Чингіса, заснованого його онуком Хубілай-кааном. Шануванням користувалися знамена Чингісхана Хар сүлд («чорне сульде») і Цагаан сүлд («біле сульде»). Передбачається, що Чорне сульде і Біле сульде — вигадані імена реальних наближених Чингісхана.
Білий прапор складавсяся з дев'яти частин: головний прапор встановлювався в центрі, навколо нього з чотирьох сторін — вісім малих. При кожному було дев'ять прапороносців. Вся його побудова була пов'язана з символікою священного у монголів числа 9. Біле знамено виготовлялося з грив білих жеребців, чорне — з грив вороних коней. До вістря списа, що відігравав роль древка, гриви прив'язувалися довгими китицями. Для прапорів були влаштовані святилища, розроблений ритуал жертвоприношень.
Шанувалися знамена-сульде і деяких інших ханів. Персонаж шаманського пантеона монголів Сульде-Тенгрі, покровитель людей, пов'язаний, мабуть, з сульде Чингісхана.

## У художній літературі
В історичній трилогії  Василя Янчевецького  «Нашестя монголів»  поняття набуває дещо іншого трактування. У Янчевецького Сульде — великий і лютий бог війни, дає перемогу найбільш хоробрим, покровитель монголів. Саме Сульде приносить перемоги Чингізхану, і  «для цього бога за Чингізханом всюди слідував, ніколи не пізнавший сідла молочно-білий жеребець з чорними очима» . Онук Чингіза Гуюк також тримає біля свого намету неосідланого жеребця, за яким доглядають два шамани. Бог Сульде зображений на чорному п'ятикутному знамені Гуюка, на якому золотими нитками вишитий «вершник із звірячим обличчям». при цьому Янчевецький вкладає в уста ватажка західного походу Бату такі слова:  «Бог війни тільки один — наш найбільший бог Сульде. Він невидимий, і ніяких бовванів йому ставити не треба».
Сульде доносить свою волю через шаманів, з якими «розмовляє». Подарувавши монголам чергову перемогу, він вимагає кривавих жертв. У жертву Сульде були принесені руські князі і воєначальники, задавлені дошками після битви на Калці.